# 古謝景春
古謝 景春（こざ けいしゅん、1955年3月24日 - ）は、日本の政治家。沖縄県南城市長（4期）。元知念村長（1期）。

## 来歴
本籍は南城市知念字安座真。知念村立知念小学校、知念村立知念中学校、沖縄県立沖縄水産高等学校卒業。1979年（昭和54年）4月、知念村役場に採用される。1989年（平成元年）3月、沖縄大学法経学部法学科卒業。1992年(平成4年)、自治大学校卒業。
1998年（平成10年）12月22日、知念村助役に就任。2002年（平成14年）5月31日、助役を退任。同年9月21日、知念村長に就任。

### 2006年南城市長選挙
2006年（平成18年）1月1日、知念村は佐敷町、玉城村、大里村と合併して消滅。南城市が誕生。これに伴って2月12日に行われた南城市長選挙に出馬。大里村長の屋宜由章、玉城村長の大城晃ら2候補を破り初当選した。
※当日有権者数：30,634人 最終投票率：78.64%（前回比：--pts）
| 候補者名 | 年齢 | 所属党派 | 新旧別 | 得票数  | 得票率 | 推薦・支持 |
| -------- | ---- | -------- | ------ | ------- | ------ | ---------- |
| 古謝景春 | 50   | 無所属   | 新     | 9,489票 | 39.73% |            |
| 屋宜由章 | 64   | 無所属   | 新     | 7,508票 | 31.43% |            |
| 大城晃   | 66   | 無所属   | 新     | 6,889票 | 28.84% |            |

### 2010年南城市長選挙
2010年（平成22年）1月31日執行。元県議の親川盛一（社民党、民主党、沖縄社会大衆党、政党そうぞう、国民新党推薦、日本共産党支持）ら2候補を破り再選。
※当日有権者数：31,176人 最終投票率：74.47%（前回比：4.17pts）
| 候補者名 | 年齢 | 所属党派 | 新旧別 | 得票数   | 得票率 | 推薦・支持                                                                       |
| -------- | ---- | -------- | ------ | -------- | ------ | -------------------------------------------------------------------------------- |
| 古謝景春 | 54   | 無所属   | 現     | 12,697票 | 55.1%  | （推薦）自由民主党・公明党                                                       |
| 親川盛一 | 68   | 無所属   | 新     | 10,215票 | 44.3%  | （推薦）社民党、民主党、沖縄社会大衆党、政党そうぞう、国民新党（支持）日本共産党 |
| 新城健一 | 69   | 無所属   | 新     | 129票    | 0.6%   |                                                                                  |

### 2014年南城市長再選
2014年（平成26年）、無投票で3選。

### 2018年南城市長選挙
2018年（平成30年）1月21日執行。オール沖縄側が擁立した元衆議院議員の瑞慶覧長敏（社民党、日本共産党、自由党、沖縄社会大衆党、民進党推薦）との一騎打ちとなり、65票差の僅差で落選。惜敗率は99.43％。
※当日有権者数：34,328人 最終投票率：66.92%（前回比：7.55pts）
| 候補者名   | 年齢 | 所属党派 | 新旧別 | 得票数   | 得票率 | 推薦・支持                                                     |
| ---------- | ---- | -------- | ------ | -------- | ------ | -------------------------------------------------------------- |
| 瑞慶覧長敏 | 59   | 無所属   | 新     | 11,429票 | 50.14% | （推薦）民進党、日本共産党、自由党、社会民主党、沖縄社会大衆党 |
| 古謝景春   | 62   | 無所属   | 現     | 11,364票 | 49.86% | （推薦）自由民主党・公明党・日本維新の会                       |

### 2022年南城市長選挙
2021年5月31日、南城市議会の保守系議員が古謝に翌年行われる市長選挙への出馬を要請。これを受ける形で6月6日に立候補を表明した。
2022年1月23日投開票の南城市長選挙では現職の瑞慶覧長敏を1689票差で破って、市長に返り咲いた。
選挙結果は以下の通り。2月12日、第5代目南城市長に就任・再登庁。
※当日有権者数：35,509人 最終投票率：69.12%（前回比：2.2pts）
| 候補者名   | 年齢 | 所属党派 | 新旧別 | 得票数   | 得票率 | 推薦・支持                                     |
| ---------- | ---- | -------- | ------ | -------- | ------ | ---------------------------------------------- |
| 古謝景春   | 66   | 無所属   | 元     | 13,028票 | 53.47% | （推薦）自民、公明                             |
| 瑞慶覧長敏 | 63   | 無所属   | 現     | 11,339票 | 46.53% | （推薦）共産・社民・立憲・にぬふぁぶし・れいわ |

### 強制わいせつ容疑での書類送検・不起訴
2024年11月5日、公用車の運転手だった女性にわいせつな行為をしたとして、強制わいせつ容疑で那覇地検に書類送検された。沖縄県警によると、起訴を求める「厳重処分」の意見をつけたという。
2025年2月19日、那覇地検は古謝を嫌疑不十分で不起訴とした。客観的な証拠の乏しさなどから有罪の立証は困難と判断した。
同年5月16日、古謝による職員へのハラスメント行為を調べていた市設置の第三者委員会は調査報告書を公表した。女性職員へのキスや太ももを触るなどのハラスメント行為があったことを認定し、再発防止策として「市長が辞職することが最も有効だ」と提言した。古謝は同月28日に市役所内で記者会見し、「職員の肩や手に触れた行為は事実だ」と述べ、第三者委員会が認定した行為の一部を認めた。一方、職員へのキスなどその他の行為は「事実と異なるため改めて否定する」と述べた。辞職については「任期満了まで職務を全うする」と述べ否定した。

## 人物

### 統一協会との関係
- 2022年1月15日、古謝は自身のフェイスブックに、世界平和統一家庭連合（旧統一協会）の関連団体「天宙平和連合」から受けた「平和大使任命状」の写真を投稿した[20][21]。
- 2022年8月6日までに、沖縄タイムスは、政治家との関わりが焦点となっている統一協会をめぐり、沖縄県関係国会議員と県議、県内市町村長計98人全員にアンケートを実施した。このアンケートに古謝は回答を拒否した[22]。

### その他
- 2021年7月27日、フェイスブックへの事実無根の投稿で名誉を毀損されたとして、古謝が宮城康博市議を相手に500万円の損害賠償を求めた訴訟の判決が那覇地裁であった。福渡裕貴裁判長は古謝の請求を一部認め、宮城に30万円を支払うよう命じた。2022年2月22日、福岡高裁那覇支部は一審判決を支持し、宮城の控訴を棄却した[23]。